# Sinnorientierte Führung
Sinnorientierte Führung ist ein Ansatz zur Menschenführung, der einen Sinn und das Streben des Menschen nach Sinn als Primärmotivation ins Zentrum seiner Führungsphilosophie stellt und in einer philosophischen Anthropologie wurzelt.

## Hintergründe
Die sinnorientierte Führungsphilosophie reicht zurück bis in die Antike, wo sich z. B. auch Platon mit der Führungsfrage beschäftigte und die richtige Orientierung für das Führen (altgriechisch ἄγειν ágein, deutsch ‚führen‘) am Logos, am SINN sah.
In den 1970er und 1980er Jahren hat der Soziologe, Logotherapeut  und Führungsforscher Walter Böckmann ausgehend von einer Kritik der angst-orientierten Führung die sinn-orientierte Führung als eigenständigen Führungsansatz entwickelt. Böckmann baut auf der Sinn-Lehre und dem dimensionalontologisch begründeten ganzheitlichen Menschenbild von Viktor E. Frankl auf, erweitert diese um evolutionstheoretische und soziologisch-systemische Perspektiven und fundiert seine sinnorientierte Führungslehre vor allem motivationspsychologisch, leistungspsychologisch. führungspsychologisch, und arbeitssoziologisch.
Speziell für Dienstleistungsunternehmungen hat Anna Maria Pircher-Friedrich den sinn-orientierten Führungsansatz untersucht und ein ganzheitliches Führungskonzept entwickelt.
2008 hat Andreas Mascha das Institut für Sinnorientierte Führung gegründet. In Kooperation mit dem Süddeutschen Institut für Logotherapie und Existenzanalyse sollen dort vor allem die Implikationen dieses Führungsstils im Kontext der Wissens- und Informationsökonomie des 21. Jahrhunderts erforscht werden.